# Йоа (озеро)
Йоа (фр. Lac Yoa) — бессточное озеро, расположенное на северо-востоке Чада, к востоку от нагорья Тибести, рядом с оазисом Унианга-Кебир. Находится в зоне Сахеля пустыни Сахара.
Озеро Йоа входит в группу озёр Унианга, которые питаются за счёт подземных источников, начавших формироваться 15 тыс. л. н., когда начался влажный период в истории Африки. Ежегодно с поверхности озера испаряется 6-метровый слой воды.
Анализ многих слоёв осадочных пород, полученных в результате бурения дна озера Йоа глубиной 26 метров, позволил учёным реконструировать изменения климата, из-за которых Сахара стала пустыней.